# Jón Dagur Thorsteinsson
Jón Dagur Thorsteinsson, egentlig Jón Dagur Þorsteinsson (født 26. november 1998 i Kópavogur) er en islandsk fodboldspiller, der spiller i den belgiske klub Oud-Heverlee Leuven. Hertil kom han i sommeren 2022 fra danske AGF, og inden da havde han spillet i Fulham F.C. efter et lejeophold i Vendsyssel FF samt i HK Kópavogur. Thorsteinsson er offensiv midtbanespiller og har indtil nu spillet 24 kampe på Islands A-landshold.

## Klubkarriere
Thorsteinsson begyndte at spille fodbold i den lokale klub i fødebyen Kópavogur, HK Kópavogur, og han spillede som ganske ung på klubbens førstehold. Her blev han opdaget af Fulham F.C., der hentede ham til sit ungdomshold. 

### Vendsyssel FF
I sommeren 2018 blev Thorsteinsson udlejet til den danske superligaklub Vendsyssel FF, hvor han i efteråret var en af klubbens profiler og topscorer med tre mål. I foråret 2019 blev det meddelt, at Fulham havde forlænget kontrakten med ham, og han skulle derfor vende tilbage til London efter sæsonens afslutning.

### AGF
Imidlertid havde AGF fået øjnene op for islændingens kvaliteter, og den aarhusianske klub købte derefter Thorsteinsson fri af kontrakten med Fulham i slutningen af juni 2019; han fik en treårig kontrakt med AGF. Islændingen fik overordnet set nogle gode år i AGF, hvor han nåede i alt 100 kampe på holdet, deraf 86 i ligaen, og han scorede i alt 20 mål for klubben.

### OH Leuven
I begyndelsen af juli 2022 blev det offentliggjort, at Thorsteinsson skrev kontrakt med den belgiske klub Oud-Heverlee Leuven.

## Landsholdskarriere
Jón Dagur Thorstinsson har pr. november 2020 spillet 42 kampe på de islandske ungdomslandshold, og i efteråret 2019 fik han debut for A-landsholdet. Han scorede sit første mål på A-landsholdet i en 2-2-venskabskamp mod Sverige i januar 2019. Han blev snart fast spiller på holdet og har pr. 17. februar 2023 spillet 24 A-landskampe og scoret fire mål.